# Syndrome d'hyperstimulation ovarienne

Le syndrome d'hyperstimulation ovarienne (SHO) est une affection médicale qui se caractérise en général par sa nature iatrogène, chez certaines femmes prenant des médicaments pour stimuler la croissance des ovules, et qui survient chez d'autres femmes de façon sporadique. La plupart des cas sont bénins, mais il arrive que ce syndrome puisse entraîner des complications, une maladie grave, voire la mort.

## Causes et facteurs de risque
- Prendre des médicaments stimulant la croissance ovarienne, notamment en vue d'un don d'ovocyte et d'une procédure d'assistance médicale à la procréation.
- Avoir un terrain génétique favorable (importe essentiellement dans les cas sporadiques, qui sont très rares, soit en l'absence de facteur iatrogène).
- Souffrir précédemment du syndrome des ovaires polykystiques.

- Avoir moins d'une trentaine d'années, un faible IMC, un nombre élevé de follicules antraux, un développement de nombreux follicules ovariens sous stimulation, des concentrations sériques d'estradiol extrêmement élevées, utiliser l'hCG pour la maturation finale des ovocytes et/ou leur libération, utiliser en continu l'hCG pour le soutien lutéal et la survenue d'une grossesse (entraînant une production d'hCG)[4].

## Signes et symptômes
Les symptômes légers comprennent des ballonnements abdominaux et une sensation de remplissement du ventre, des nausées, de la diarrhée et une légère prise de poids. Les symptômes modérés comprennent une prise de poids supérieure à 1 kg par jour, une augmentation du tour de taille, des vomissements, de la diarrhée, des urines plus foncées, une diminution du débit urinaire, une soif excessive et une sensation de sécheresse de la peau et/ou des cheveux (en plus des symptômes légers). Les symptômes graves comprennent une sensation de remplissage et/ou ballonnement au-dessus de la taille, un essoufflement, un épanchement pleural, des mictions significativement plus foncées ou en quantité réduite, des douleurs aux mollets et à la poitrine, un ballonnement ou une distension abdominale marquée et des douleurs au bas-ventre.   